# Zwiezda Moskwa
Zwiezda Moskwa (ros. Звезда Москва) – rosyjski klub hokeja na lodzie z siedzibą w Moskwie.

## Historia
Klub został założony w 2015 w zamierzeniu jako wsparcie w trenowaniu zawodników dla klubu CSKA Moskwa. Tym samym drużyna Zwiezdy został zespołem farmerskim dla CSKA. W 2015 klub został przyjęty do rozgrywek Wyższej Hokejowej Ligi od sezonu 2015/2016. Areną zespołu zostało lodowisko, na którym wcześniej swoje mecze rozgrywała ekipa Witiazia Czechow.
Pierwszymi szkoleniowcami w klubie zostali Siergiej Giersonski oraz asystent Dmitrij Jerofiejew i trener bramkarzy Witalij Czumiczow. W połowie 2016 pierwszym trenerem zespołu został Dmitrij Jerofiejew, asystentem Aleksandr Prokopjew, zaś szkoleniowcem bramkarzy Alaksiej Szczabłanau.
W Czechowie klub mieścił się pod adresem ul. Moskowskaja 114, a obiektem było lodowisko Ledowyj Chokkiejnyj Cientr „Witiaź”. W połowie 2017 głównym trenerem zespołu został Boris Mironow, asystentami Jegor Michajłow i Nikołaj Pronin, a trenerem bramkarzy Aleksiej Żygariew.
Po sezonie 2017/2018 klub przeniesiono do stolicy Rosji i przemianowano na Zwiezda Moskwa. Wtedy szkoleniowcem drużyny został Władimir Czebaturkin. W połowie 2020 przedłużono kontrakty z członkami sztabu trenerskiego W. Czebaturkina (pozostali w nim Jegor Michajłow i Aleksiej Żygariew) oraz zaangażowano trenera Dmitrija Bykowa. W drugiej połowie października 2021 Czebaturkin został zwolniony (wszedł ponownie do sztabu CSKA) a jego miejsce zajął Jegor Michajłow.
W połowie 2023 trenerem został Rinat Chasanow, a do sztabu trenerskiego weszli Konstantin Korniejew, Dmitrij Subbotin i Witalij Jeriemiejew.
Klubowi służy Uniwersalna Hala Sportowa CSKA.

## Sukcesy
- Puchar Jedwabnego Szlaku – pierwsze miejsce w sezonie zasadniczym WHL: 2020[19]
- Złoty medal WHL: 2020 (uznaniowo)[20]